# Oliver Oakes
Oliver Oakes (Norfolk; 11 de enero de 1988) es un expiloto de automovilismo, empresario y director de equipo británico. Fue campeón del Campeonato Mundial de Karting en 2005. En 2006 y 2007 fue integrante del Equipo Júnior de Red Bull.
Oakes pasó a la gestión de equipos cuando creó su primer equipo de karting en 2011, antes de lanzar el equipo de carreras Hitech GP en 2015. En 2024 y 2025 fue director de Alpine F1 Team, renunciando a su cargo el 6 de mayo de 2025, siendo Flavio Briatore su reemplazante.

## Biografía

### Primeros años
Oakes nació el 11 de enero de 1988, hijo de Billy Oakes, fundador y propietario del antiguo equipo de Fórmula Renault y F3 Británica Eurotek Motorsport. Fue educado en King's Ely. Comenzó a practicar karting a los 4 años.

### Carrera automovilística
Oakes comenzó su carrera en las carreras de karting y fue dos veces campeón del British Open a la edad de 12 años. Su carrera en el karting terminó después de ganar el Campeonato Mundial de Karting en 2005 a los 17 años. Sus actuaciones llamaron la atención del Programa de Jóvenes Pilotos de Red Bull, junto a los graduados de Fórmula 1 Sebastian Vettel, Brendon Hartley, Jaime Alguersuari y Sébastien Buemi.
En 2006 pasó a monoplazas y debutó en Fórmula BMW con Carlin Motorsport, donde consiguió la pole y la victoria en su primera carrera. Además de conseguir tres podios y una serie de buenos resultados, terminó la temporada en el sexto lugar en la clasificación general del campeonato. Fue nominado para el Premio Autosport BRDC.
En 2007, Oakes se unió a Motopark para la disputar la Eurocopa de Fórmula Renault 2.0, en la que terminó 12.º.
Oakes se unió a Eurotek Motorsport para competir en la Fórmula 3 Británica en 2008, consiguiendo la pole position en la ronda final en Donington Park.
Se trasladó a Carlin para el año 2009, pero se fue después de dos rondas. Oakes asumió funciones de piloto de pruebas durante el resto de 2009 y corrió en la GP3 Series en 2010 para Atech CRS, terminando 28.º en el campeonato.

### Después de las carreras
Desde 2010, Oakes ha estado involucrado en varios roles de equipo mientras mantiene una afiliación continua con Tony Kart.

#### Team Oakes Racing
Team Oakes es un equipo de karting y un servicio de gestión fundado en 2011. Entre los antiguos pilotos se destacan Callum Ilott, Marcus Armstrong, Nikita Mazepin y Clement Novalak. El equipo Oakes ha competido en eventos del Campeonato WSK, la Serie DKM alemana y los Campeonatos Mundiales y Europeos CIK-FIA.

#### Hitech GP
Hitech GP se formó a principios de 2015 con David Hayle, quien anteriormente formó Hitech Racing en 2003. Hitech compite actualmente en el Campeonato de Fórmula 2 y Fórmula 3 de la FIA, y el Campeonato Asiático de F3, además de gestionar las operaciones de carreras de la W Series y los Motorsport Games de la FIA.

#### Alpine F1 Team
Oakes fue anunciado como director del equipo Alpine F1 Team luego de la partida de Bruno Famin en agosto de 2024. Dirige al equipo durante el resto de la temporada 2024 y 2025. Logró su primer podio, y el primer doble podio de Team Enstone desde 2013, en el Gran Premio de São Paulo de 2024.

## Resumen de carrera
| Temporada | Categoría                                   | Equipo                  | Carreras | Victorias | Poles | VR | Podios | Puntos | Pos. |
| --------- | ------------------------------------------- | ----------------------- | -------- | --------- | ----- | -- | ------ | ------ | ---- |
| 2005      | Fórmula Renault 2.0 - Serie de invierno     | Team AKA                | ?        | ?         | ?     | ?  | ?      | 26     | 15.º |
| 2006      | Fórmula BMW UK                              | Carlin Motorsport       | 18       | 1         | 2     | ?  | 4      | 148    | 6.º  |
| 2006      | Fórmula BMW ADAC                            | ADAC Berlin-Brandenburg | 2        | 0         | 0     | 0  | 0      | 0      | 25.º |
| 2006      | Copa de Europa del Norte de Fórmula Renault | Motopark Academy        | 2        | 0         | 0     | 0  | 0      | 26     | 27.º |
| 2006      | Eurocopa de Fórmula Renault 2.0             | Cram Competition        | 6        | 0         | 0     | 0  | 0      | 0      | NC†  |
| 2007      | Copa de Europa del Norte de Fórmula Renault | Motopark Academy        | 14       | 0         | 0     | 0  | 5      | 191    | 4.º  |
| 2007      | Eurocopa de Fórmula Renault 2.0             | Motopark Academy        | 14       | 0         | 0     | 1  | 0      | 32     | 12.º |
| 2008      | Fórmula 3 Británica                         | Eurotek Motorsport      | 10       | 0         | 1     | 0  | 0      | 1      | 19.º |
| 2008      | Fórmula Master Internacional                | Euronova Racing         | 2        | 0         | 0     | 0  | 0      | 0      | 41.º |
| 2008      | Fórmula 3 Euroseries                        | Carlin Motorsport       | 2        | 0         | 0     | 0  | 0      | 0      | NC†  |
| 2009      | Fórmula 3 Británica                         | Carlin Motorsport       | 4        | 0         | 0     | 0  | 0      | 7      | 18.º |
| 2010      | GP3 Series                                  | Atech CRS GP            | 16       | 0         | 0     | 0  | 0      | 0      | 28.º |
| Fuente:   |                                             |                         |          |           |       |    |        |        |      |

- † Oakes era piloto invitado, por lo que no sumó puntos.

## Resultados

### GP3 Series
(Clave) (negrita indica pole position) (cursiva indica vuelta rápida puntuable)

| Año  | Escudería    | 1   | 1   | 2   | 2   | 3   | 3   | 4   | 4   | 5   | 5   | 6   | 6   | 7   | 7   | 8   | 8   | Pos. | Puntos | Ref.   |
| ---- | ------------ | --- | --- | --- | --- | --- | --- | --- | --- | --- | --- | --- | --- | --- | --- | --- | --- | ---- | ------ | ------ |
| 2010 | Atech CRS GP | BAR | BAR | EST | EST | VAL | VAL | SIL | SIL | HOC | HOC | BUD | BUD | SPA | SPA | MNZ | MNZ | 28.º | 0      | [ 30 ] |
| 2010 | Atech CRS GP | 14  | 10  | 12  | Ret | Ret | 19  | 13  | 8   | 13  | 20† | 16  | 10  | 17  | 10  | 12  | 9   | 28.º | 0      | [ 30 ] |